# 釧路市民球場

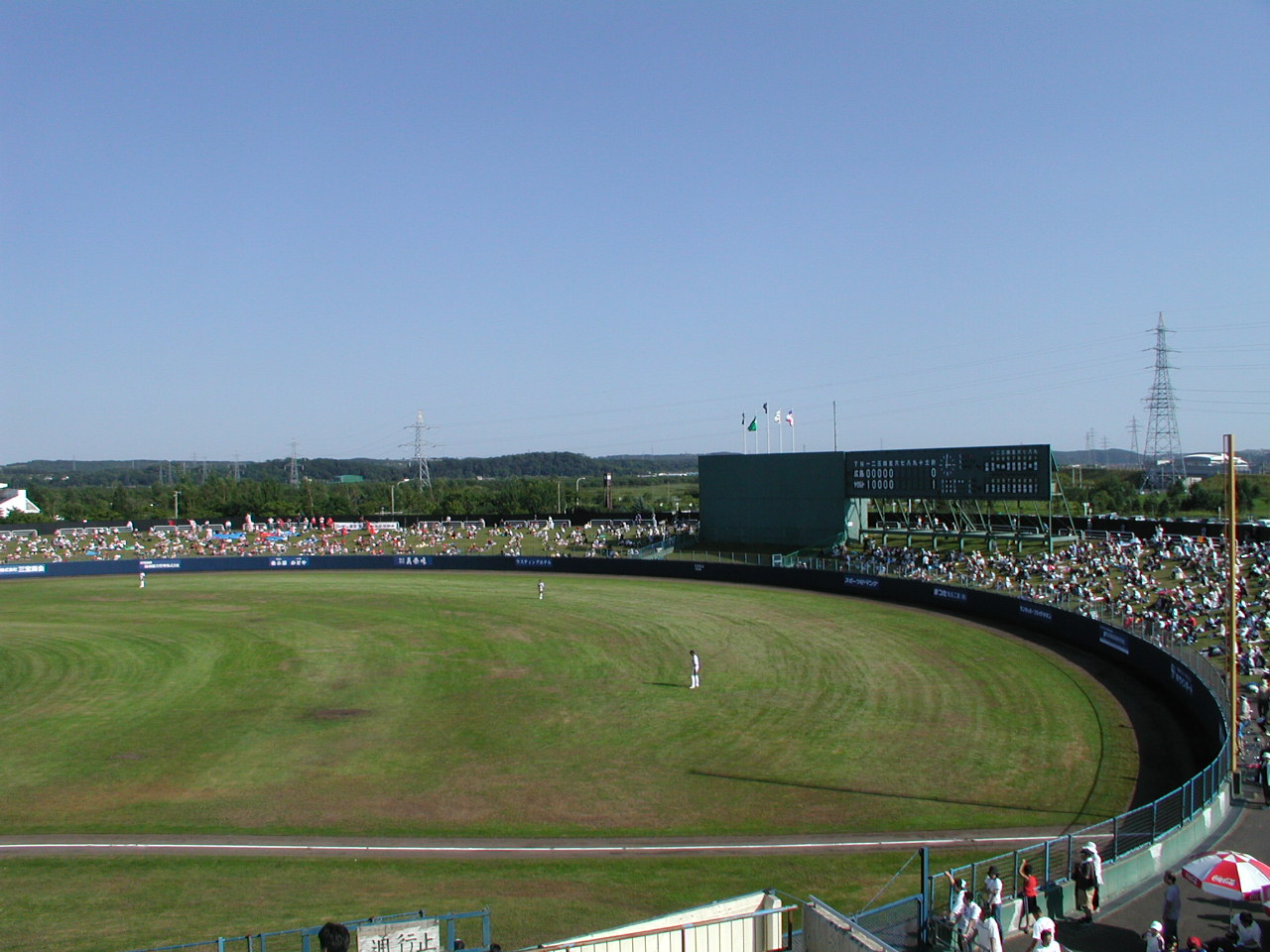
外野グラウンド（2006年8月）

釧路市民球場（くしろしみんきゅうじょう）は、北海道釧路市にある野球場。

## 概要
東北海道の拠点となる総合運動公園を目指して整備している釧路大規模運動公園にあり、附属球場・屋内練習場を併設している。
施設の老朽化による大規模な改修工事を2014年（平成26年）から3年間行い、ドームでない野球場としては北海道内初となる全面人工芝を導入した。人工芝はすでにベルーナドームでも導入されていた野球専用人工芝「MS Craft Baseball Turf」を使用した。
改修後の2017年7月25日に北海道日本ハムファイターズ対千葉ロッテマリーンズのプロ野球公式戦が開催された。札幌ドームの試合と同様に、ホームチームであるファイターズが三塁側ベンチを使用した。
改修後も照明設備がないため、平日開催でもデーゲームで試合が開催され、2019年8月28日の日本ハム対埼玉西武ライオンズ戦では濃霧注意報が発令されていた影響もあり、8回表無死をもって日没によるコールドゲームが宣告される事態となった。プロ野球公式戦の日没コールドゲームは1999年6月20日のオリックスブルーウェーブ対大阪近鉄バファローズ戦（札幌市円山球場）以来20年ぶりとされる。また、2022年8月23日の日本ハム対オリックス・バファローズ戦でも16時7分に7回終了で日没によるコールドゲームが宣告された。当球場は現状ナイター設備が設置されていないうえ、天候の悪化などによっては日没時刻よりも2時間前に試合が打ち切られることもあり、インターネット上では開催時期や、試合開始時間を問題視する投稿が相次いだとされている。
屋内練習場は雨天時や冬期間の練習施設として市民球場と附属球場の間に建設された。地元産カラマツ材を生かした木造平屋建ての内部は人工芝で覆われており、投球練習のほかトスバッティングのような打撃練習も可能。硬式・軟式野球とソフトボールで利用することができ、マウンドの距離も少年・大人問わず対応可能で、通年利用できる。
2021年4月1日よりネーミングライツを導入し、地元の不動産会社・ウインドヒルの名称を冠したウインドヒルひがし北海道スタジアムを愛称とする。期間は同日より3年間の予定。

## プロ野球一軍公式戦開催実績
- 北海道日本ハムファイターズ
  - 1992年、2005年、2007年、2008年、2017年 - 2019年、2021年、2022年
  - 一軍本拠地がエスコンフィールドHOKKAIDOに移転した2023年以降は、二軍の公式戦が開催されている。
- 横浜DeNAベイスターズ
  - 1995年、1997年、1998年、2001年、2003年
  - いずれも横浜ベイスターズ時代。マルハ（2001年まで球団の筆頭株主であり、親会社でもあった）の子会社の本社が釧路市にあった関係で、道東シリーズとして数試合開催された。釧路で主催した試合は引き分けを除き全て勝利している。
- 千葉ロッテマリーンズ
  - 1985年、1987年 - 1991年
  - いずれもロッテオリオンズ時代。
- オリックス・バファローズ
  - 1986年
  - 阪急ブレーブス時代。
- 東京ヤクルトスワローズ
  - 2006年

## 施設概要
- グラウンド面積:14,021㎡（内野:3,346㎡、外野:10,675㎡）
- 両翼:97.6m、中堅:122.0m
- 内野、外野:野球専用人工芝「MS Craft Baseball Turf」
- 発光ダイオード（LED）
- 照明設備:なし
- 収容人数:17,988人（内野スタンド:5,988人、外野スタンド:12,000人）[20]

### 関連施設
- 付属スタジアム（第2球場相当）
  - 両翼92m・中堅110m
  - 照明塔あり
  - 利用期間 原則として5月1日-10月10日
- 屋内練習場
  - 投手用マウンド5レーン
  - 照明14基
  - 打撃・フィールド練習用グラウンド（打撃練習は全面利用に限り使用可能）
  - 通年利用可能（年末年始は除く）

## 交通
- 釧路外環状道路釧路中央IC すぐ
- 北海道旅客鉄道（JR北海道）釧路駅からくしろバス (10)豊美線で約20分（「市民球場」または「湿原の風アリーナ」停留所下車）

## 参考資料
- “釧路市大規模運動公園体育施設条例”. 釧路市例規類集.  釧路市. 2015年12月18日閲覧。
- “釧路市大規模運動公園体育施設条例施行規則”. 釧路市例規類集.   釧路市. 2015年12月18日閲覧。
- “釧路市スポーツ施設要覧” (PDF).   釧路市. 2015年12月17日閲覧。
- “釧路市民球場の改修工事について”.   釧路市. 2015年12月18日閲覧。